# Język lozi
Język lozi albo rotse – język z rodziny bantu, z grupy sotho-tswana, używany w Zambii i Zimbabwe. W 1982 roku liczba mówiących wynosiła ok. 450 tys.